# Butzow (Beetzseeheide)
Das Dorf Butzow ist ein Ortsteil der Gemeinde Beetzseeheide im Landkreis Potsdam-Mittelmark im Land Brandenburg und Teil des Amtes Beetzsee. 2002 schlossen sich Gortz, Butzow und Ketzür zur Gemeinde Beetzseeheide zusammen.

## Geografie
Butzow liegt im Norden des Landkreises Potsdam-Mittelmark am nordwestlichen Ufer des Beetzsees. Es liegt dabei am zwei Becken des langgestreckten Rinnensees. Nach Süden grenzt Butzow an die Gemeinde Beetzsee mit dem Ortsteil Radewege. Die Gemeindegrenze verläuft dabei über den Nordosthang des 58,8 Meter hohen Hasselbergs. Dieser ist wie die übrige Landschaft eiszeitlicher Genese. Nach Westen steigt die Landschaft leicht zur Hochfläche der Nauener Platte an. Höchste Erhebung der Gemarkung Butzow ist der 77,2 Meter hohe Butzower Berg, der zu einer Hügelkette gehört, die den Rand des Marzahner Fenns, eines Gletscherzungenbeckens, bildet, der durch Moorbildung geprägt ist.

## Geschichte

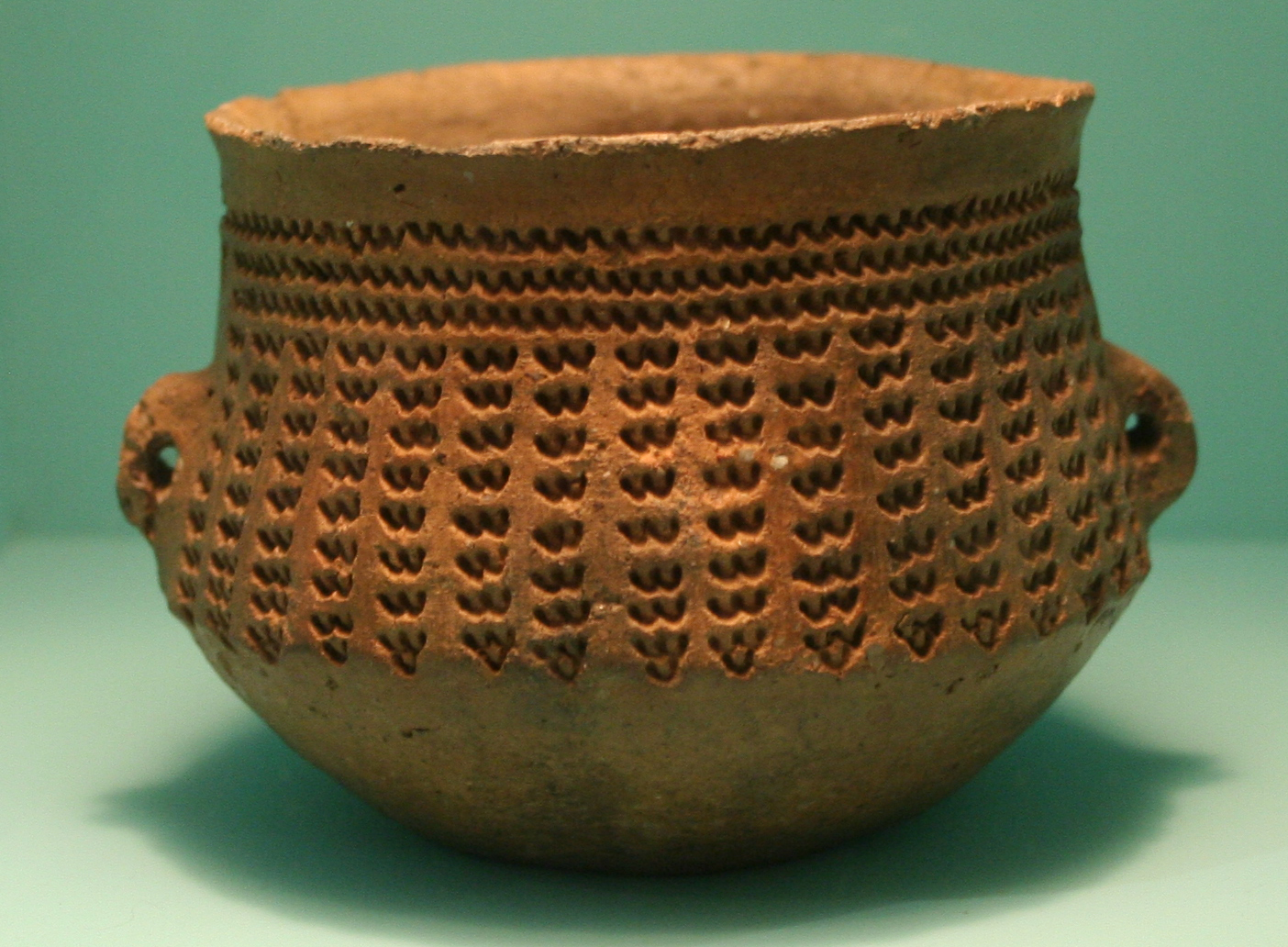
Ein in der Gemarkung Butzow am Hasselberg gefundenes Hängegefäß der Havelländischen Kultur im Museum für Vor- und Frühgeschichte

Auf dem Hasselberg an der Grenze zur Gemeinde Beetzsee konnte einer der größten Urnengräberfriedhöfe des Elbe-Havelgebietes der späteren römischen Kaiserzeit bis zum Beginn der Zeit der Völkerwanderung gesichert werden. Es wurden zumeist schalenförmige Urnen ohne Beigaben gefunden. Die Funde wurden ins 3. bis 5. Jahrhundert datiert. Neben diesen Urnengräbern konnten am Hasselberg weitere Gräber aus der Steinzeit gesichert werden, die der Havelländischen Kultur zugeordnet wurden.
Erstmals urkundlich erwähnt wurde Butzow als „Buzow“ im Jahre 1207. 1335 wurde es mit weiteren Dörfern entlang des Beetzsees, darunter Radewege, verpflichtet, an der Instandhaltung von Dämmen mitzuwirken. Auch im Landbuch Karls IV. von 1375 fand Butzow Erwähnung. Besitzungen in und um Butzow hatten die Adelsfamilie von Brösicke, Bürger der Altstadt Brandenburg und das Domstift Brandenburg. Die Fischereirechte für den Beetzsee besaß im 15. Jahrhundert die Altstadt Brandenburg.
1520 verkaufte der Kurfürst das Dorf Butzow an das Brandenburger Domkapitel, das bereits die Orte Mötzow und Grabow am östlichen Seeufer besaß. Bis ins 19. Jahrhundert blieb Butzow im kirchlichen Besitz. Im 19. Jahrhundert etablierte sich entlang des Beetzsees die Ziegeleiindustrie. Hintergrund waren reiche Tonvorkommen und über den Beetzsee die Anbindung an den Verkehrsweg Havel, sodass ein kostengünstiger Transport in die Metropole Berlin möglich war. 1904 wurde Butzow über die Westhavelländischen Kreisbahnen an das deutsche Schienennetz angebunden. Verbindungen existierten in die Stadt Brandenburg und nach Nauen. 1969 wurde der Zugverkehr wieder eingestellt.

## Sehenswürdigkeiten

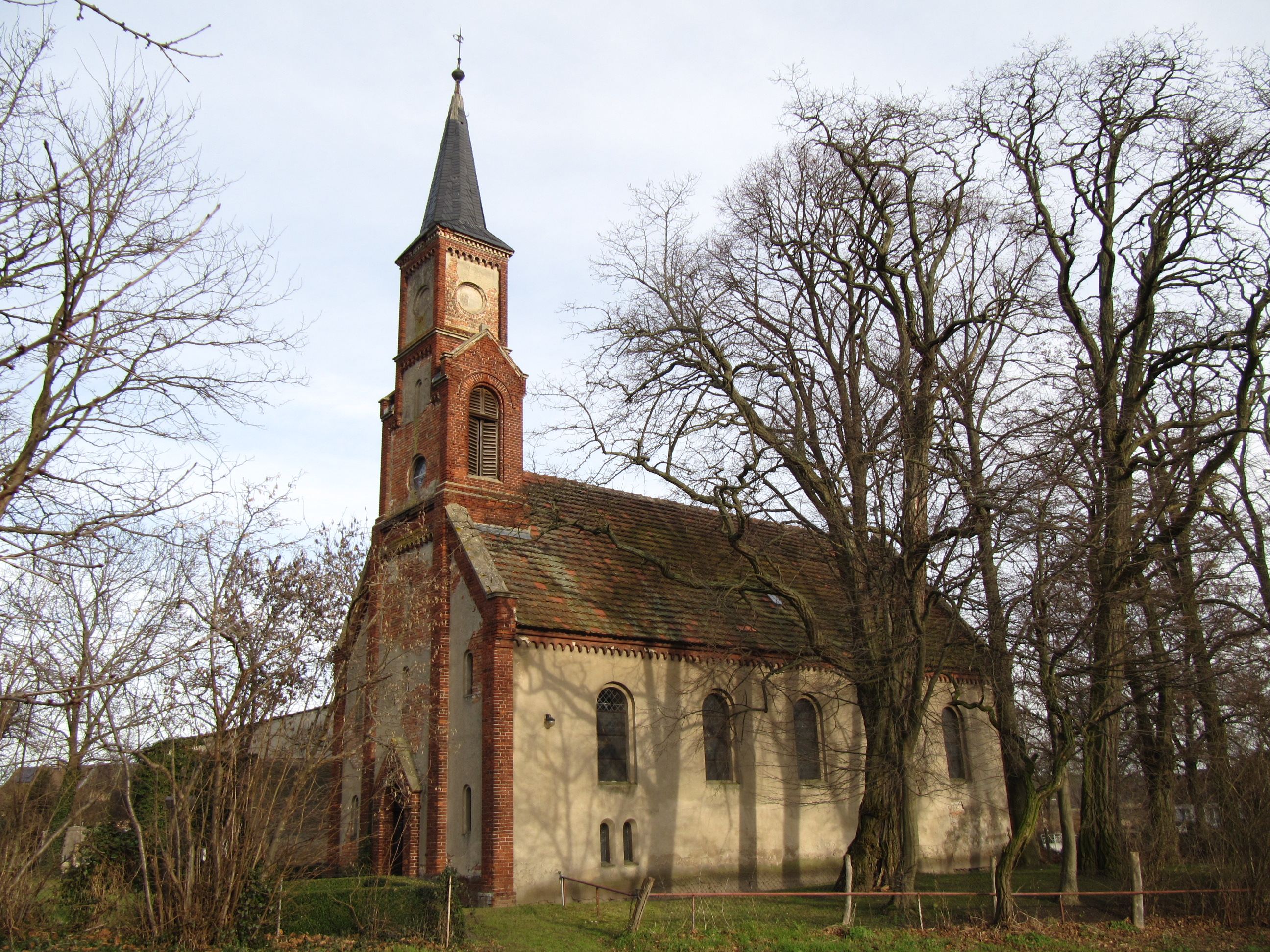
Dorfkirche Butzow

Die Dorfkirche Butzow ist ein schlichter neuromanischer Bau aus dem 19. Jahrhundert. Auf dem Kirchhof befindet sich ein Gedenkstein für die sowjetischen Opfer des Zweiten Weltkriegs. Ältestes Haus des Dorfes ist das Baudenkmal mit der Adresse Dorfstraße 8. Es handelt sich bei diesem Gebäude um ein zu Zeiten der DDR grau verputztes, zweistöckiges Lehmfachwerkhaus, das vor 1800 errichtet wurde.

## Schutzgebiete
In der Gemarkung Butzow gibt es eine Vielzahl von Schutzgebieten. So liegt sie vollständig innerhalb des Naturparks Westhavelland. Weiterhin sind weite Flächen Teil des Landschaftsschutzgebietes Westhavelland und des SPA-Gebietes Mittlere Havelniederung. Das Marzahner Fenn, an dem Butzow Anteile hat, ist als Naturschutzgebiet und Geschützter Landschaftsbestandteil ausgewiesen.